# Todor Todorov (voetballer, mei 1982)
Todor Todorov (Bulgaars : Тодор Тодоров) (Bjala, 9 mei 1982) is een Bulgaars voetballer die voorkeur als een doelman speelt. Hij speelt nu bij PFK Svetkavitsa 1922.

## Loopbaan
Todorov begon zijn loopcarrière bij Lokomotiv 101. Hij is bekend geworden vanwege hij kon heel veel penalty tegenhouden.
Todorov won met Litex Lovetsj Parva Liga en Bulgaars beker.

## Erelijst

### Litex Lovetsj
- Parva Liga (1) : 2009-2010
- Bulgaarse voetbalbeker (2) : 2008, 2009